# Quasipaa acanthophora
Quasipaa acanthophora é uma espécie de anfíbio anuro da família Dicroglossidae. Está presente no Vietname. A UICN classificou-a como vulnerável.